# Coryphantha delaetiana
Coryphantha delaetiana là một loài thực vật có hoa trong họ Cactaceae. Loài này được (Quehl) A.Berger mô tả khoa học đầu tiên năm 1929.